# Scotiarug

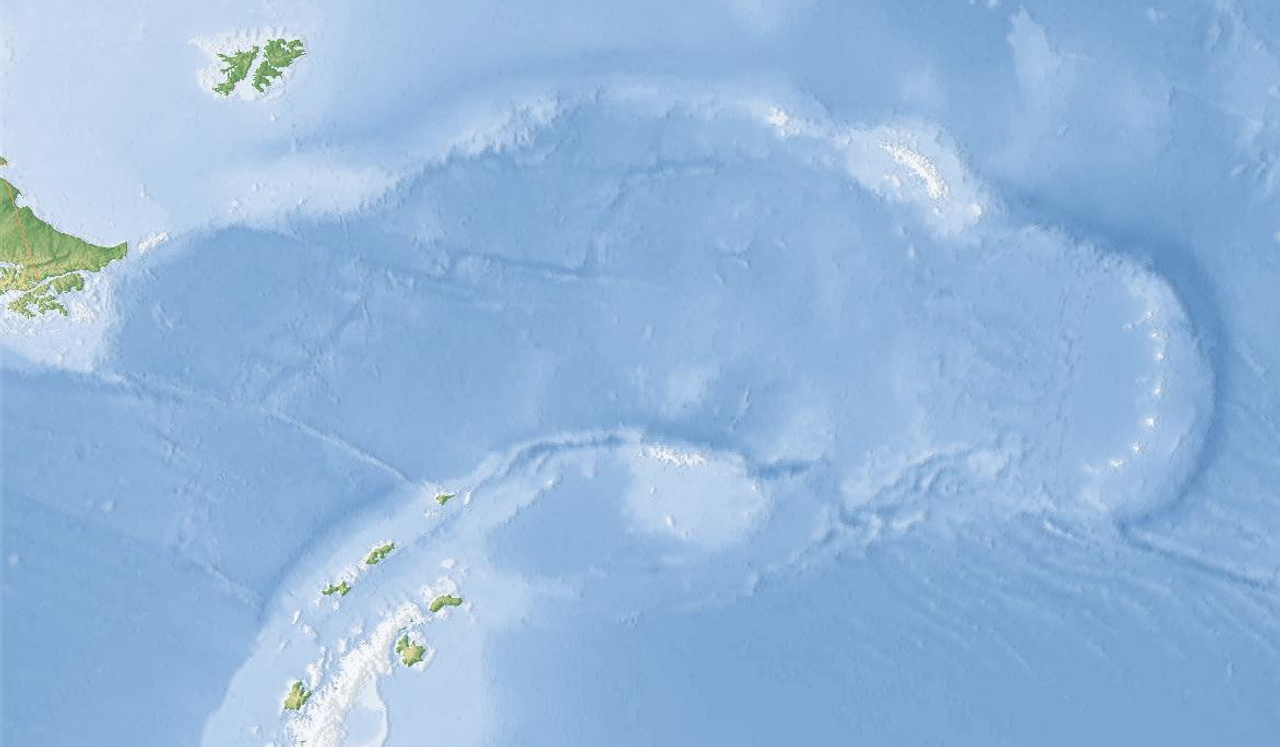
Overzichtskaart van de Scotiarug, met in het midden de Scotiazee

De Scotiarug is een eilandboog die de noord-, oost- en zuidgrens vormt van de Scotiazee, tussen Zuid-Amerika en Antarctica. De eilandboog herbergt submariene bergruggen en  Stateneiland, Zuid-Georgia en de Zuidelijke Sandwicheilanden, de Zuidelijke Orkneyeilanden en de Zuidelijke Shetlandeilanden. De Scotiarug verbindt hiermee met een grote boog het gebergte van Vuurland en de Andes met dat van het Antarctisch Schiereiland. De lengte van de eilandboog bedraagt zo'n 4700 km; ruwweg eerst zo'n 2500 km van Vuurland naar het oosten, dan zo'n 600 km naar het zuiden en uiteindelijk nog 1600 km naar het westen en zuidwesten tot aan het Antarctisch Schiereiland.

## Geologie
De Scotiarug vormt de scheiding tussen de Zuid-Amerikaanse Plaat, de Scotiaplaat, de Sandwichplaat en de Antarctische Plaat. Als gevolg hiervan kent de eilandboog een verhoogde seismische en vulkanische activiteit.